# José Domingues dos Santos
José Domingues dos Santos (Lavra, Matosinhos, 5 août 1885 - Porto, 16 août 1958) est un homme d'État, juriste, professeur et journaliste portugais, qui, entre autres postes, est Président du Conseil des ministres (Premier ministre) de l'un des nombreux gouvernements de la Première République portugaise. Il est membre de la franc-maçonnerie, depuis 1922.